# Museo Boncompagni Ludovisi per le arti decorative
Il Museo Andrea e Blanceflor Boncompagni Ludovisi (anche, più semplicemente, Museo Boncompagni Ludovisi) è un museo dedicato alle arti decorative, al costume e alla moda italiana. Il Museo è allestito nel Villino Boncompagni Ludovisi, in via Boncompagni 18 (traversa di via Vittorio Veneto) a Roma.
Di proprietà statale, già affidato alla Galleria Nazionale d'Arte Moderna di Roma, dal dicembre 2014 il Ministero per i beni e le attività culturali lo ha gestito tramite il Polo museale del Lazio, e dal dicembre 2019 attraverso la Direzione Musei statali di Roma.

## Storia
Già residenza della famiglia Boncompagni Ludovisi, nel 1972, con disposizione testamentaria, l'edificio in stile Eclettico, che risale agli inizi del XX secolo, fu donato dalla principessa Blanceflor de Bildt Boncompagni allo Stato italiano, perché lo mantenesse e lo usasse "esclusivamente per scopi artistico-culturali di pubblica utilità".
Il museo è stato aperto al pubblico nel 1995. È oggi gestito dalla Direzione Musei Statali della città di Roma.

## Percorso museale
Dedicato alle arti decorative, al costume e alla moda italiane, nelle 5 sale espositive il Museo Boncompagni Ludovisi espone gli arredi originali del villino Boncompagni Ludovisi, tra cui:
- mobili;
- arazzi;
- dipinti;
- ceramiche.

È in fase di allestimento una sezione, con oggetti che spaziano in un periodo compreso tra il XVIII secolo ed il XX secolo, che riguarda:
- arti decorative;
- moda italiana;
tra cui abiti di gran sera delle grandi firme dell'alta moda italiana del periodo che spazia dal secondo dopoguerra al periodo contemporaneo, tra gli anni cinquanta e novanta del Novecento;
- costume;
- design.

In modo particolare il Museo Boncompagni Ludovisi propone la storia della moda italiana che va dai primi anni del XX secolo, alle sfide alla moda francese degli anni venti, fino all'autonomia creativa della fine degli anni quaranta, per arrivare ai successi degli ultimi decenni. Nella collezione, abiti di Fausto Sarli, Fernanda Gattinoni, Valentino, Roberto Capucci, Raffaella Curiel, Lorenzo Riva, Renato Balestra, Mila Schön, Marella Ferrera, André Laug e Angelo Litrico. Nel 1996, a questo patrimonio si è aggiunto l'importante Fondo di abiti appartenuti a Palma Bucarelli (1910-1998), la direttrice della Galleria nazionale d'arte moderna di Roma dal 1941 al 1975, una tra le donne più eleganti d'Italia. Ci sono ancora abiti della Sartoria Paradisi di Roma e i depositi di collezionisti importanti, come quello della giornalista di moda Maria Vittoria Caruso Alfonsi.
Il Museo Boncompagni Ludovisi ospita eventi e mostre d'arte contemporanea.
È aperto dalle 9.00 - 19:30 (la biglietteria chiude alle 18:30). Biglietto intero 6,00 euro - Ridotto 2,00 euro. Chiuso tutti i lunedì, il 1º gennaio ed il 25 dicembre. Salvo aperture straordinarie su progetto MiC.

## Mostre
- Tristano di Robilant. (2007), su museoboncompagni.beniculturali.it. URL consultato il 3 novembre 2018 (archiviato dall'url originale il 17 gennaio 2015).
- archivio-mostre/20/ottorino-mancioli moda-e-modi-nei-disegni-di Ottorino Mancioli. (2008), su museoboncompagni.beniculturali.it. URL consultato il 13 ottobre 2017 (archiviato dall'url originale il 4 marzo 2016).
- La danza fotografica da Luciano Usai. (2008), su museoboncompagni.beniculturali.it. URL consultato il 3 novembre 2018 (archiviato dall'url originale il 3 marzo 2016).
- Pino Procopio, Ulisse, Scene da un viaggio. (2008), su museoboncompagni.beniculturali.it. URL consultato il 3 novembre 2018 (archiviato dall'url originale il 17 gennaio 2015).
- Arnaldo Ginna Futurista. (2009)
- Lo zoo di Pinocchio. Galleria di ritratti dei personaggi-animali. Disegni di Filippo Sassoli. (2009)
- Rolando Monti - Dal tonalismo all'astrazione lirica. (2010)
- Fernanda Gattinoni. Moda e stelle ai tempi della Hollywood sul Tevere. (2011)
- Falsi ma Belli. (2011)
- Palma Bucarelli. La Palma della bellezza. (2012)
- Zecchin - Cambellotti e Le Mille e una notte. (2013)
- Joseph Pace, L'Eva Futura. (2014)
- Lydia Predominato, Una via d'uscita per un cuore costretto. (2014)
- Libri d'Artista, L'Arte da Leggere. (2021)
- Direzione dei Musei statali di Roma. Libri d'Artista, L'Arte da Leggere. (2021)
- Il Gioiello nella Moda e nell'Arte e Libro d'artista di Joseph Pace, Flowers#2 . (2022)